# Olga Kefalogiannī
Olga Kefalogiannī (in greco Όλγα Κεφαλογιάννη?; Atene, 29 aprile 1975) è una politica greca, che  ricopre la carica di Ministro del turismo nel secondo governo Mitsotakis..
Figlia dell'ex Ministro Ioannis Kefalogiannis, si è laureata in Giurisprudenza presso l'Università Nazionale Capodistriana di Atene nel 1997 e l'anno seguente conseguì un Master of Laws (LLM) in Diritto Commerciale e Business all King's College di Londra. Nel 2006 ha ottenuto un secondo Master in Affari Internazionali presso la Scuola Fletcher di diritto e diplomazia alla Tufts University.
Esponente del partito Nuova Democrazia e molto vicina alle posizioni del Primo Ministro Antōnīs Samaras, dopo esser stata eletta due volte nella prefettura cretese di Rethymno (2007 e 2009) è entrata per la prima volta in Parlamento dopo le elezioni parlamentari del maggio 2012 in qualità di rappresentante del distretto di Atene; il 17 giugno dello stesso anno confermò il suo scranno a seguito delle elezioni anticipate.
Il 21 giugno 2012 viene nominata Ministro del Turismo del governo Samaras.
È sposata con l'uomo d'affari Manos Pentheroudakis. Ha scritto un libro dal titolo Il ruolo dell'Unione Europea nella questione di Cipro. Viene soprannominata "la Venere del neoliberismo".